# 小林礫斎
小林 礫斎（こばやし れきさい、1884年（明治17年）4月1日 - 1959年（昭和34年）4月23日）は、日本の江戸指物師、小間物職人。本名は小林夏太郎（こばやし なつたろう）。江戸時代から続く指物師・礫斎の四代目として、大正末期から昭和初期にかけて究極とも言える精巧で緻密なミニチュア工芸品を製作し、多くの作品を現代に残す。

## 来歴
父・三代目礫斎（本名・六之助）と母・つきの長男として東京・浅草に生誕。家は代々職人の家系であり、必然的に夏太郎も幼少より父の元で象牙彫刻などの技を学ぶ。
15歳で職人としての技術を身に付け、一人前の職人として仕事を始める。
18歳で佐口やちよと結婚。袋物屋に出入りし、主に煙草入れの根付や煙草盆などの製作を請け負い生計を立てていた。
父の死去に伴い、39歳で「四代目礫斎」襲名。